# مدل خودرو

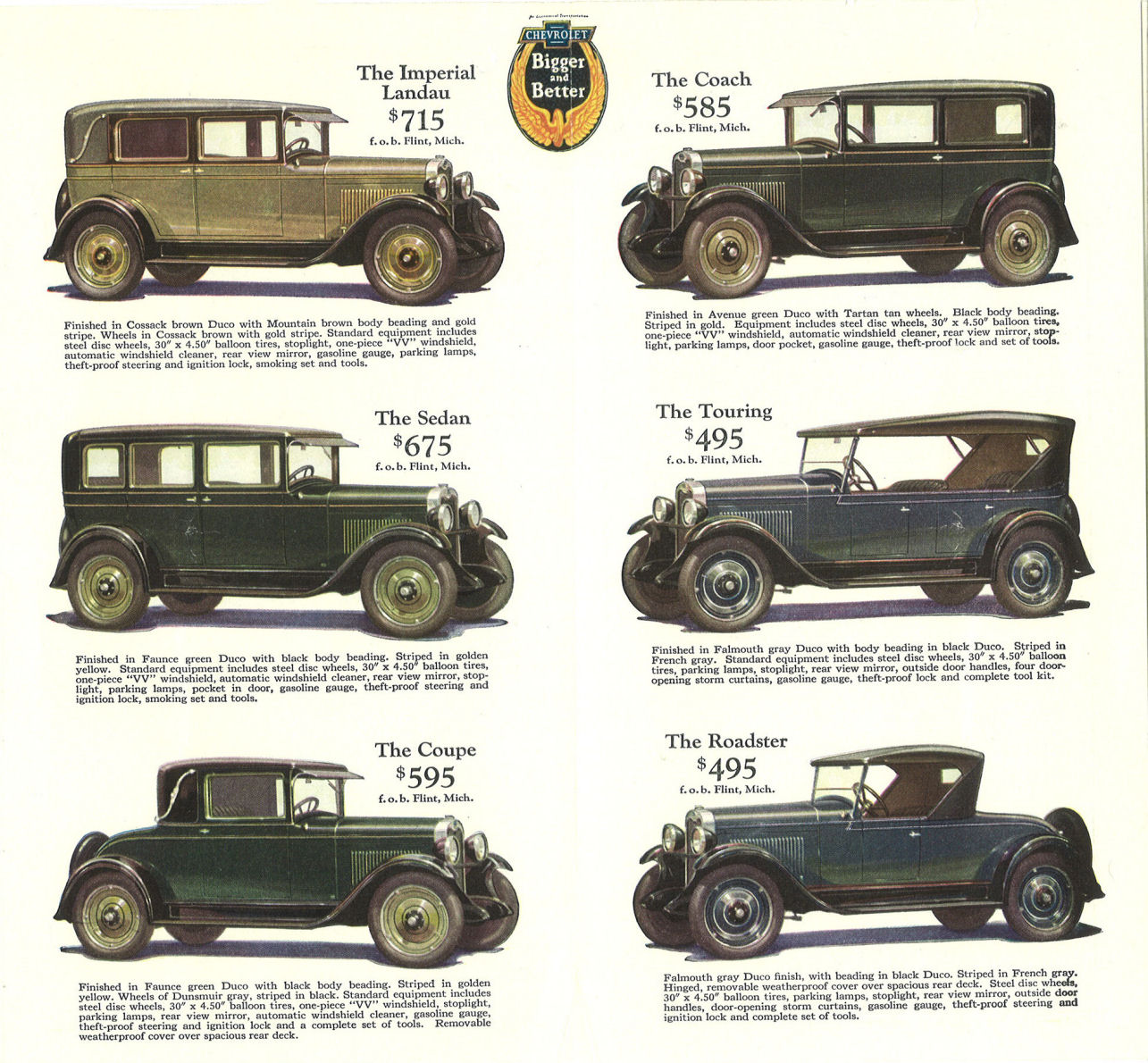
خودروهایی که شورولت در سال ۱۹۲۸ به فروش می‌رساند

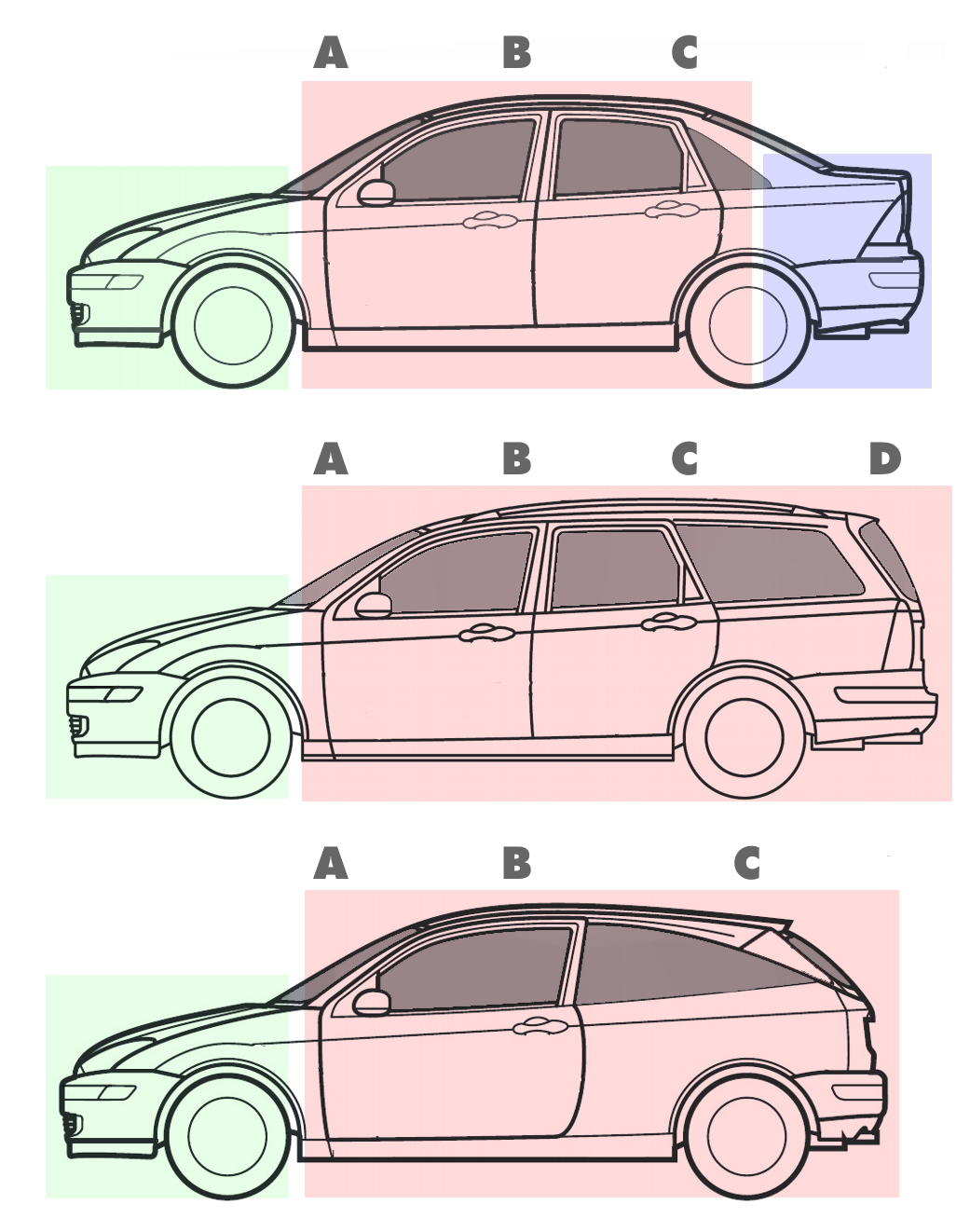
بدنه‌های مختلف مدل‌های خودروی فورد فوکوس: سدان، استیشن واگن و هاچ‌بک

مدل خودرو (انگلیسی: Car model) نام تجاری است که توسط تولیدکننده برای ساخت طیف وسیعی از خودروهای مشابه استفاده می‌شود. روشی که تولیدکنندگان خودرو دامنه محصول خود را به مدل‌ها تقسیم می‌کنند بین تولیدکنندگان فرق می‌کند. 
اکثر اوقات ممکن است یک خودرو با یک نام در چندین نسل مختلف تولید شود، به عنوان مثال شورولت ساب‌اوربان که قدیمی‌ترین خودروی در حال تولید انبوه است از سال ۱۹۳۵ به تولید می‌رسد، اما مدلی که با این نام هم‌اکنون در حال تولید است با خودروی عرضه شده در سال ۱۹۳۵ فرق بسیاری دارد.

## کد مدل خودرو
کدهای مدل خودرو (همچنین به عنوان کدهای شاسی، نام رمز، کد بدنه، یا توصیفگر، در میان سایر موارد شناخته می‌شوند) برای شناسایی و تعیین نوع مدل وسیله نقلیه ایجاد می‌شوند. این کدها اطلاعاتی در مورد نوع آن و تا حدی موتور، گیربکس و سبک بدنه آن را ارائه می دهد. برخی از تولیدکنندگان کدهای مدل را در پلاک شناسایی خودرو و در کنار شماره شناسایی خودرو درج می کنند. از کدهای مدل می توان برای یافتن قطعات صحیح خودرو استفاده کرد.

بدنه‌های متفاوت ب‌ام‌و سری ۳ (ای۳۶)
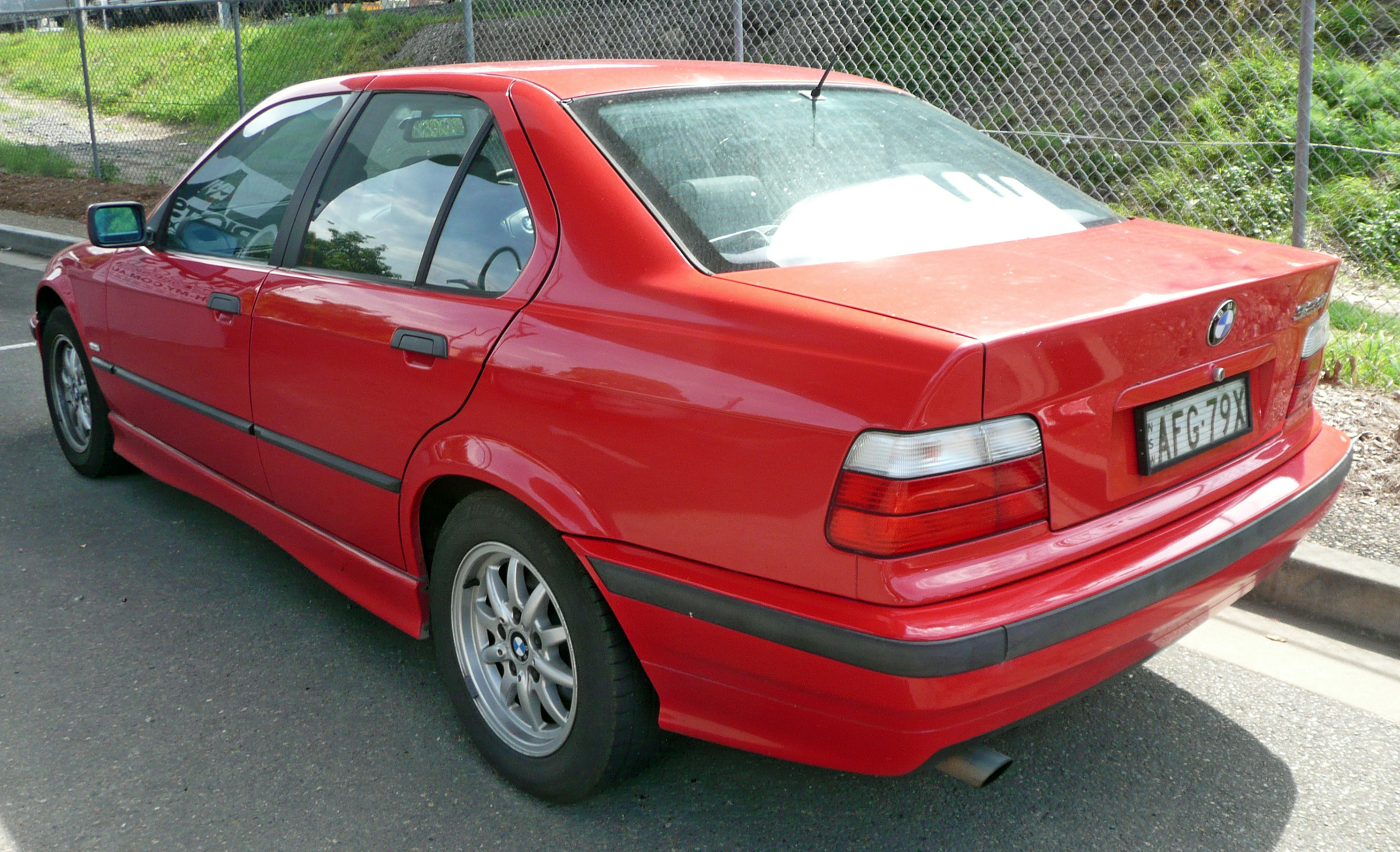
سدان
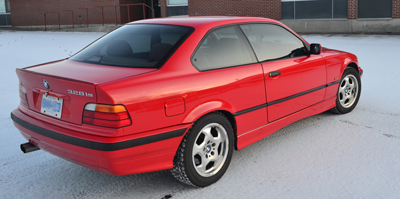
کوپه
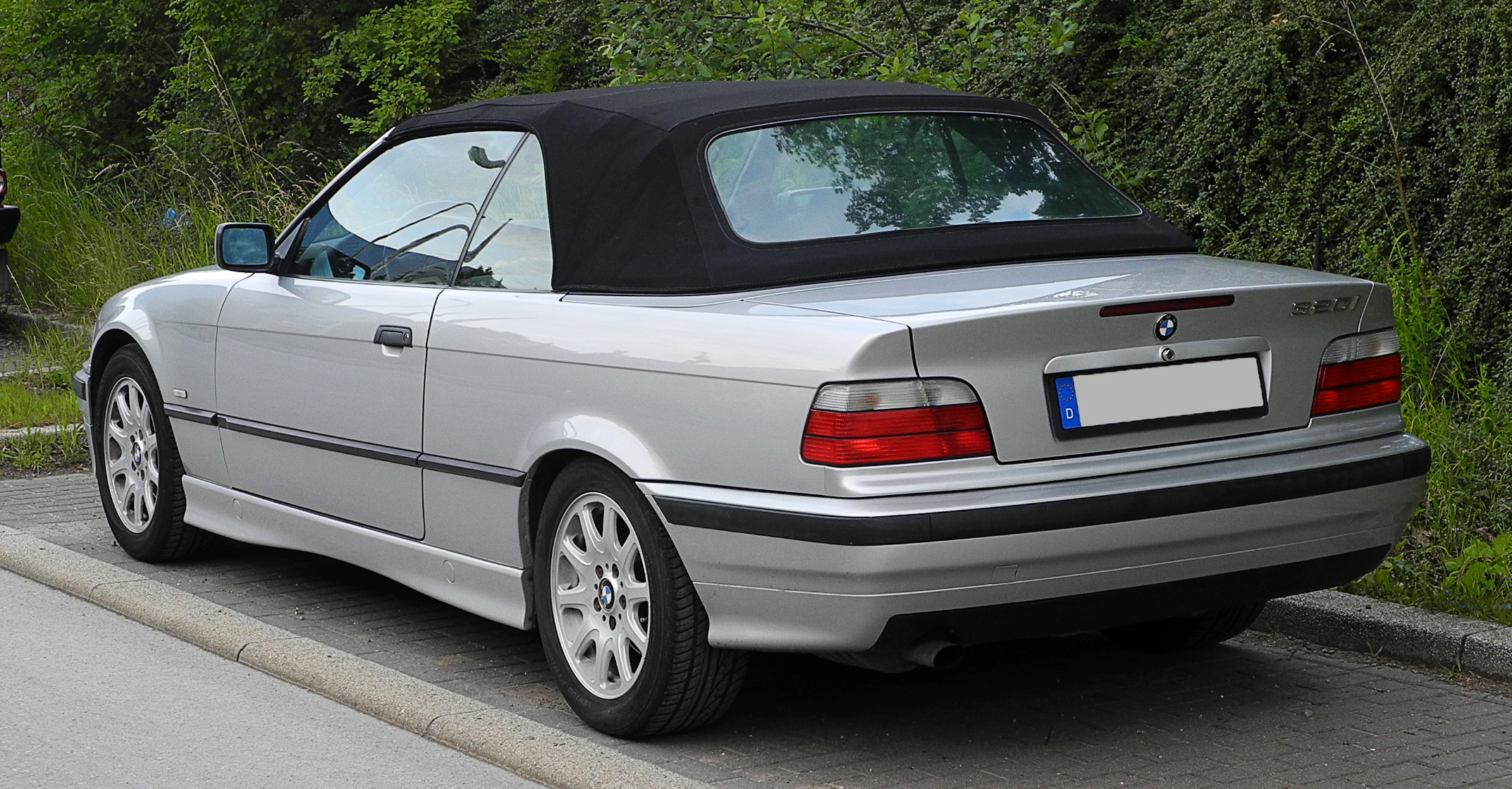
کانورتیبل
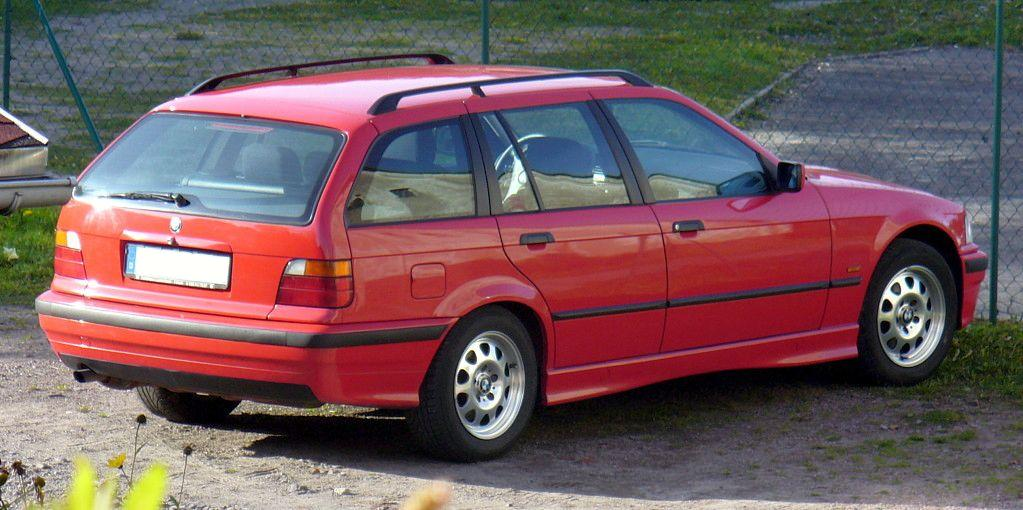
استیشن
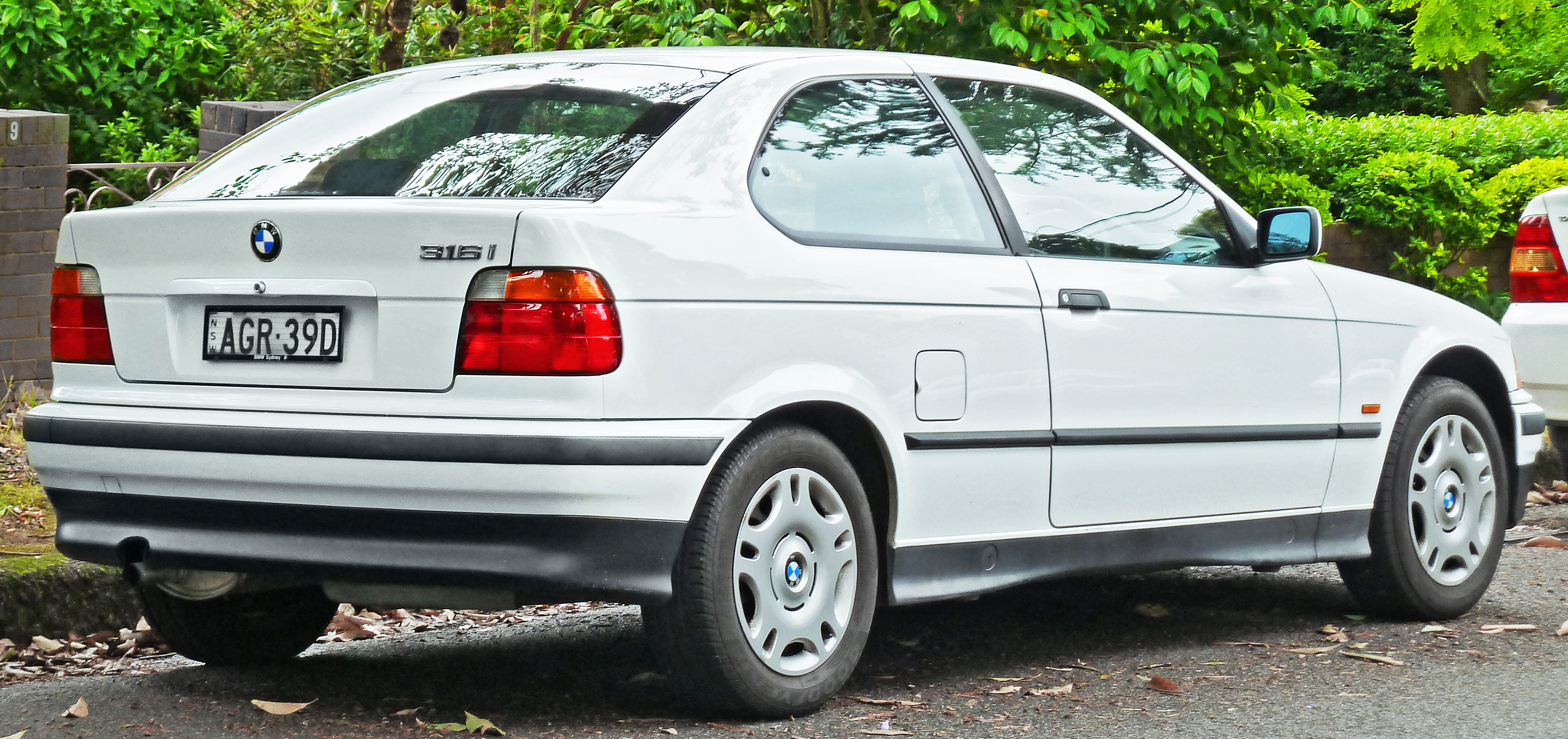
لیفت‌بک